# Caccobius pantherinus
Caccobius pantherinus är en skalbaggsart som beskrevs av Gilbert John Arrow 1931. Caccobius pantherinus ingår i släktet Caccobius och familjen bladhorningar. Inga underarter finns listade.